# Копс, Бернард
Бернард Копс (англ. Bernard Kops, 28 ноября 1926 года — 25 февраля 2024 года) — британский драматург, мемуарист, поэт и прозаик.

## Биография
Родился 28 ноября 1926 года в Ист-Энде, Лондон. Был сыном голландско-еврейских иммигрантов. С началом немецких бомбардировок Лондона немецкой авиацией в 1939 году был эвакуирован из города, рассказал об этом опыте во втором эпизоде телесериала Thames Television «Мир в войне», впервые показанного в 1973 году.
Его первая пьеса, «Гамлет Степни Грина», была поставлена в Oxford Playhouse в 1957 году. Это произведение считается одним из первых в основании «новой волны» в британской «кухонной» драме.
Впоследствии написал пьесы Enter Solly Gold (1962), Ezra (1981, об Эзре Паунде), Playing Sinatra (1991) и The Dreams of Anne Frank (1992, об Анне Франк). Также много писал для радио и телевидения. Его радиопьеса Monster Man (1999) посвящена создателю «Кинг-Конга» Уиллису О’Брайену.
Копсу принадлежит сценарий к телефильму Just One Kid, снятому режиссёром (он же продюсер) Джоном Голдшмидтом; фильм транслировался на ITV Network в 1974 году и получил премию Silver Hugo на Чикагском кинофестивале. Затем Копс написал сценарий к телефильму It’s a Lovely Day Tomorrow (1975) о катастрофе в метро Бетнал Грин в 1943 году, также для Джона Голдшмидта. Этот фильм был номинирован на международную премию Эмми за драматический сериал.
Он опубликовал несколько книг стихов, автобиографию, несколько романов и мемуары об Ист-Энде, Bernard Kops' East End (2006). Он также писал путевые заметки, включая серию статей о поездке в США (1999) и ещё одну о поездке в Китай (2000), все они написаны для The Guardian.
В 1975 году, страдая от наркотической зависимости, Копс предпринял попытку самоубийства; он написал об этом инциденте и своем успешном пути к трезвости в своей второй автобиографии, Shalom Bomb: Scenes from My Life.
Копс умер 25 февраля 2024 года в возрасте 97 лет